# Янг Шухуэ
Янг Шухуэ (кит. трад. 楊淑慧, упр. 杨淑慧, пиньинь Yáng Shūhuì, палл. Ян Шухуэй; род. 28 октября 2000, Шанхай) — китайская футболистка защитница клуба «Шанхай Шенгли». Выступала за молодёжную сборную Китая.

## Биография
В возрасте 11 лет поступила в северную школу средней школы Чжуанша в Шанхае и начала увлекаться футболом. В возрасте 12 лет была выбрана для поступления в Шанхайскую спортивную школу. В 2015 и 2017 годах представляла женскую молодёжную сборную Шанхая по футболу в категории U16 на Первых молодёжных играх и в категории U18 на 13-х национальных играх, где выиграла чемпионат. В конце 2017 года вошла в первый состав футбольного клуба «Шанхай Шэнли». С 2018 года участвовала в китайской женской Суперлиге. 7 января 2022 года присоединилась к французскому клубу женской футбольной Лиги 1 «Сойо Шарон».
Янг стала первой футболисткой в российской Суперлиге, представляющей Китай — в августе 2022 года она перешла в московский «Локомотив», первый матч за клуб провела 16 октября 2022 года против команды ЦСКА. Проведя за два года всего 9 матчей в составе «Локомотива», в июле 2023 года вернулась в «Шанхай Шенгли».
В 2018—2019 гг. вызывалась в молодёжную сборную Китая, участвовала в товарищеских и отборочных матчах к Чемпионату Азии 2019 года.